# Uvaria narum
Uvaria narum är en kirimojaväxtart som beskrevs av Nathaniel Wallich. Uvaria narum ingår i släktet Uvaria och familjen kirimojaväxter. Inga underarter finns listade i Catalogue of Life.

## Bildgalleri

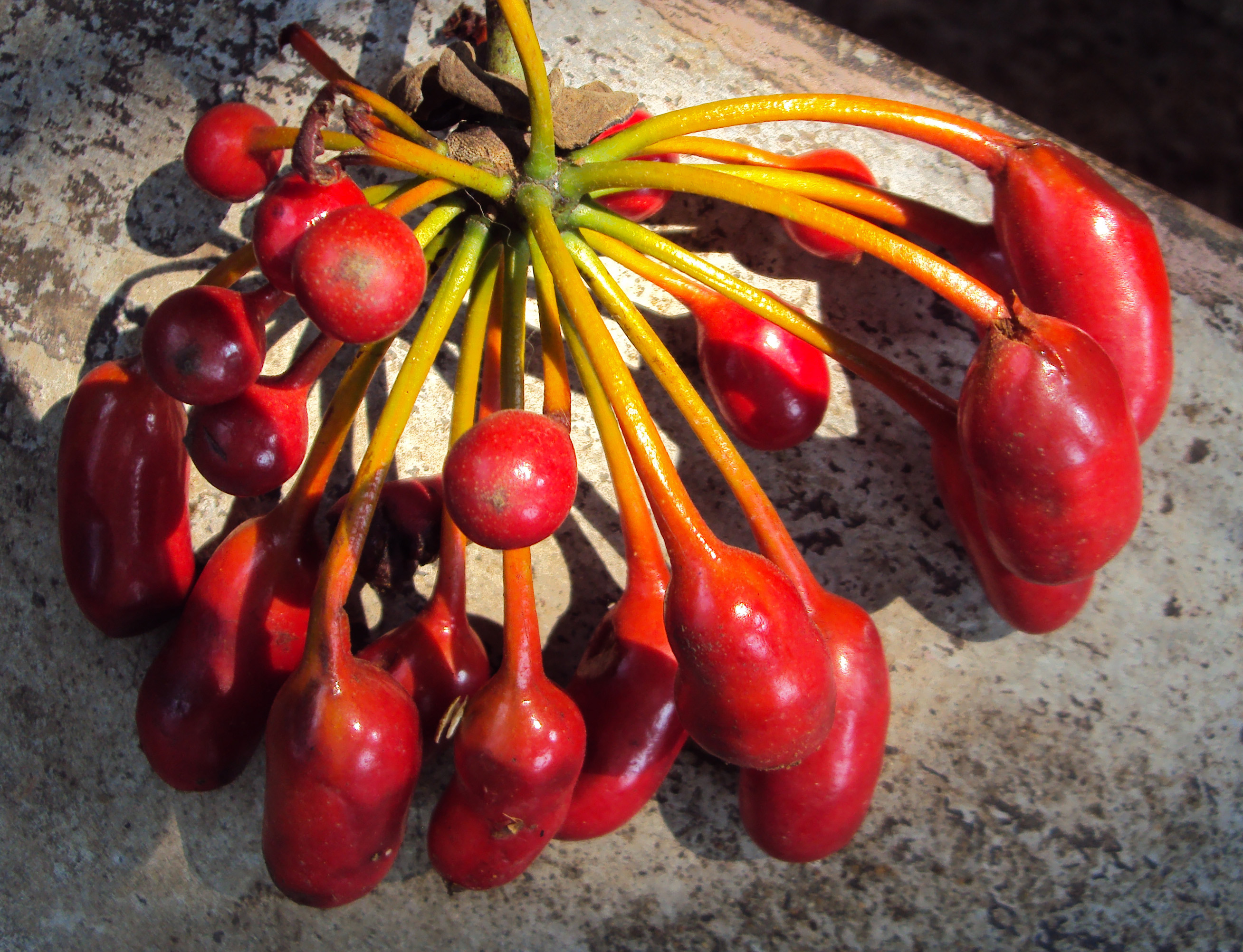
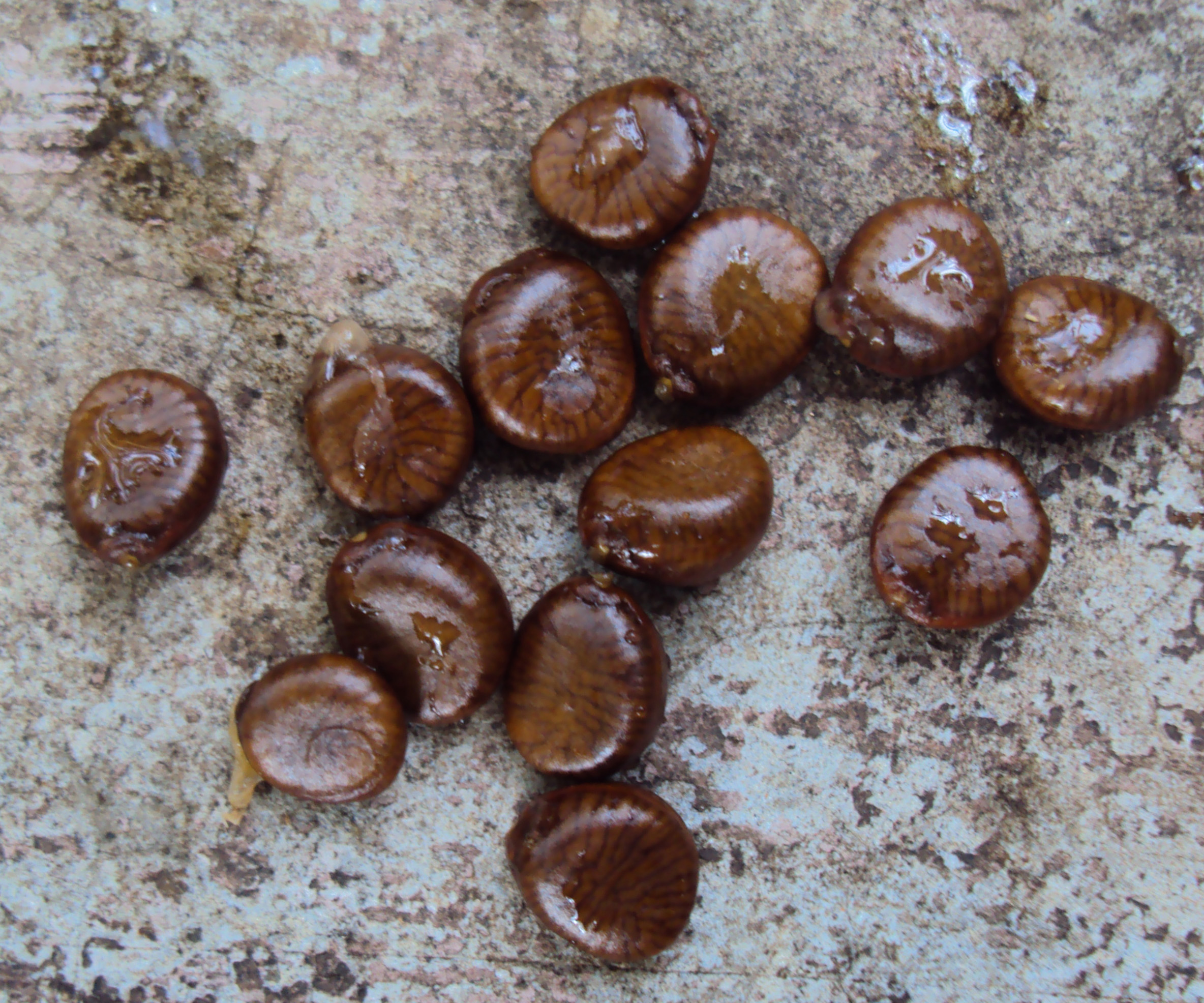
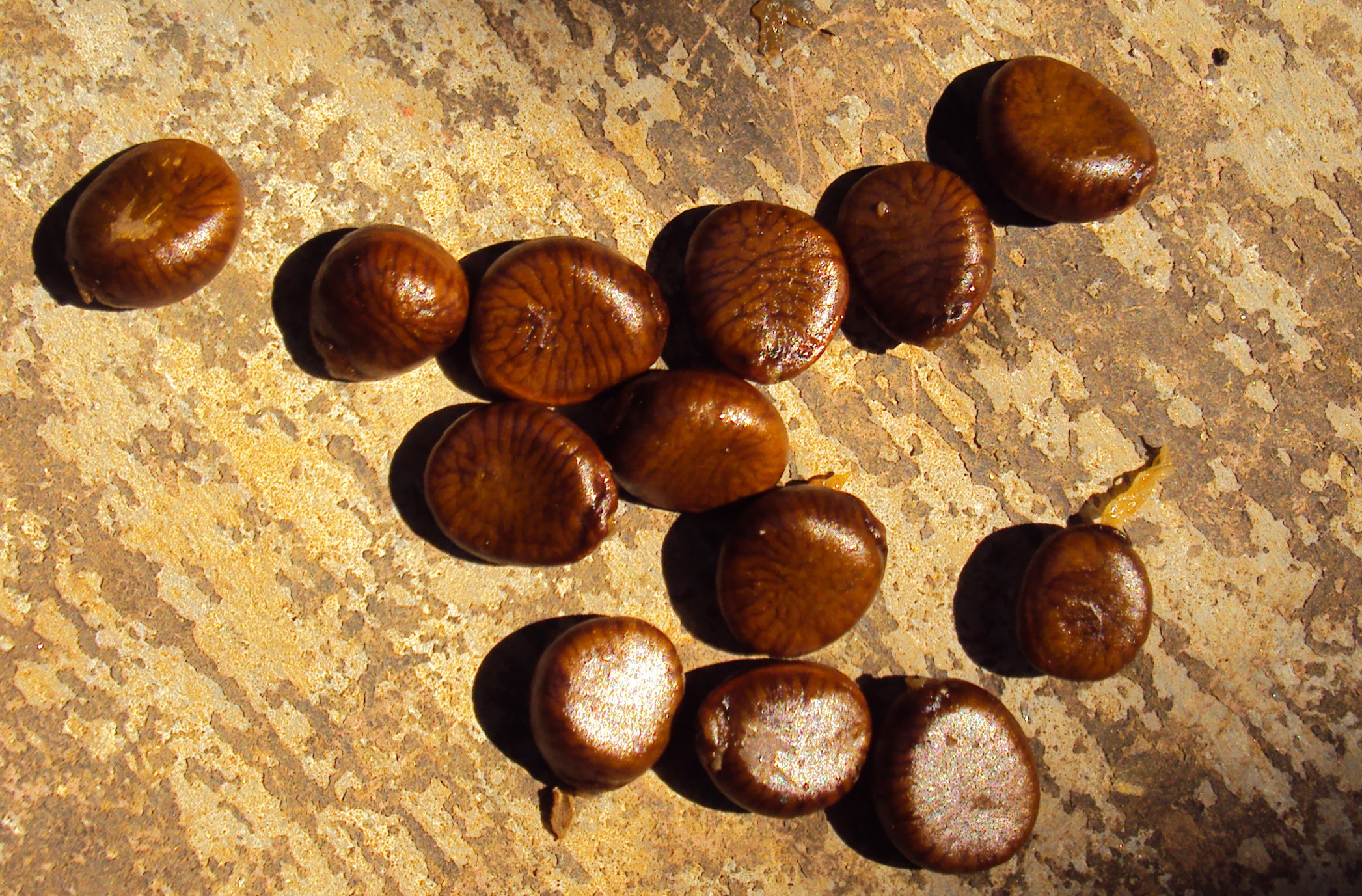
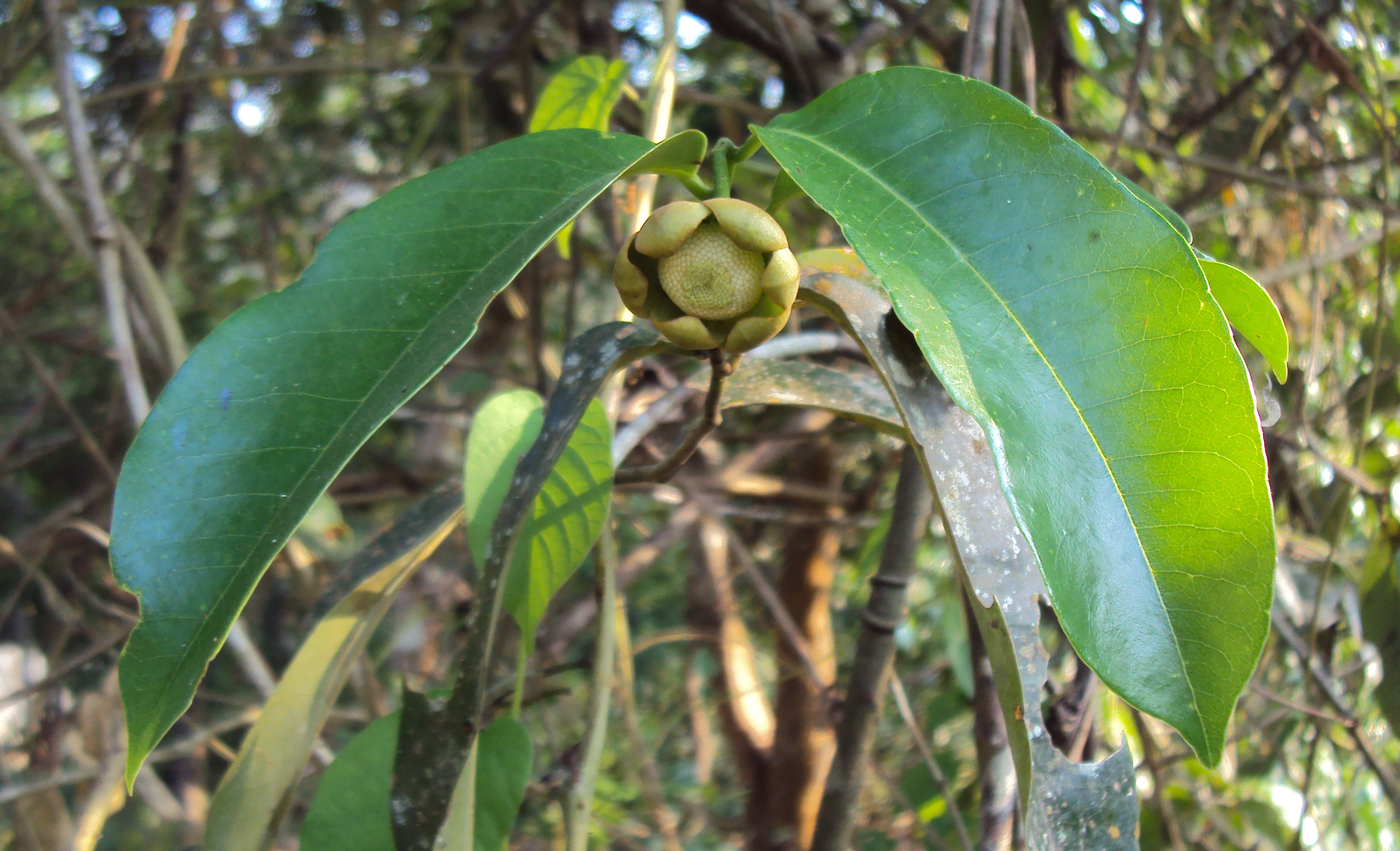
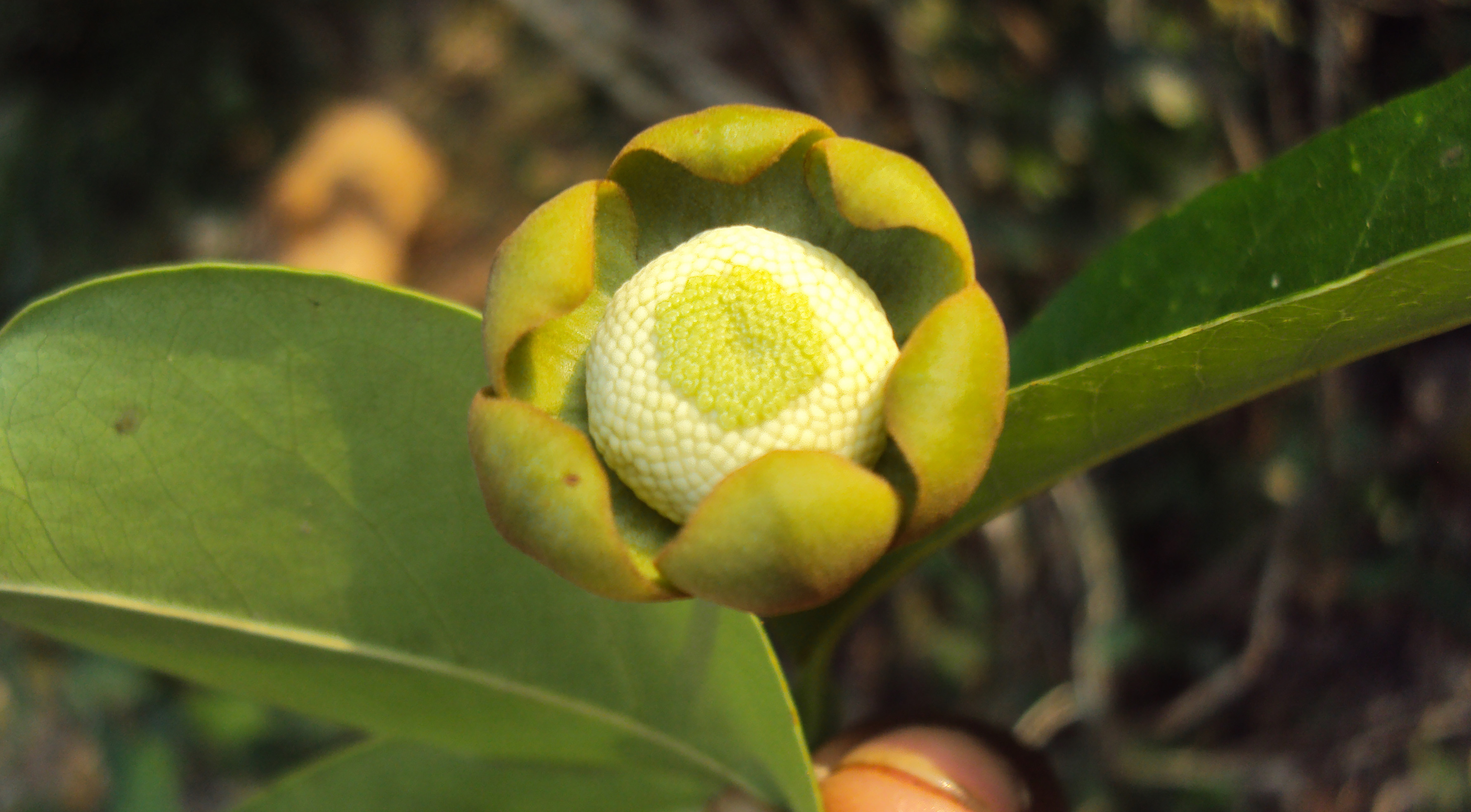
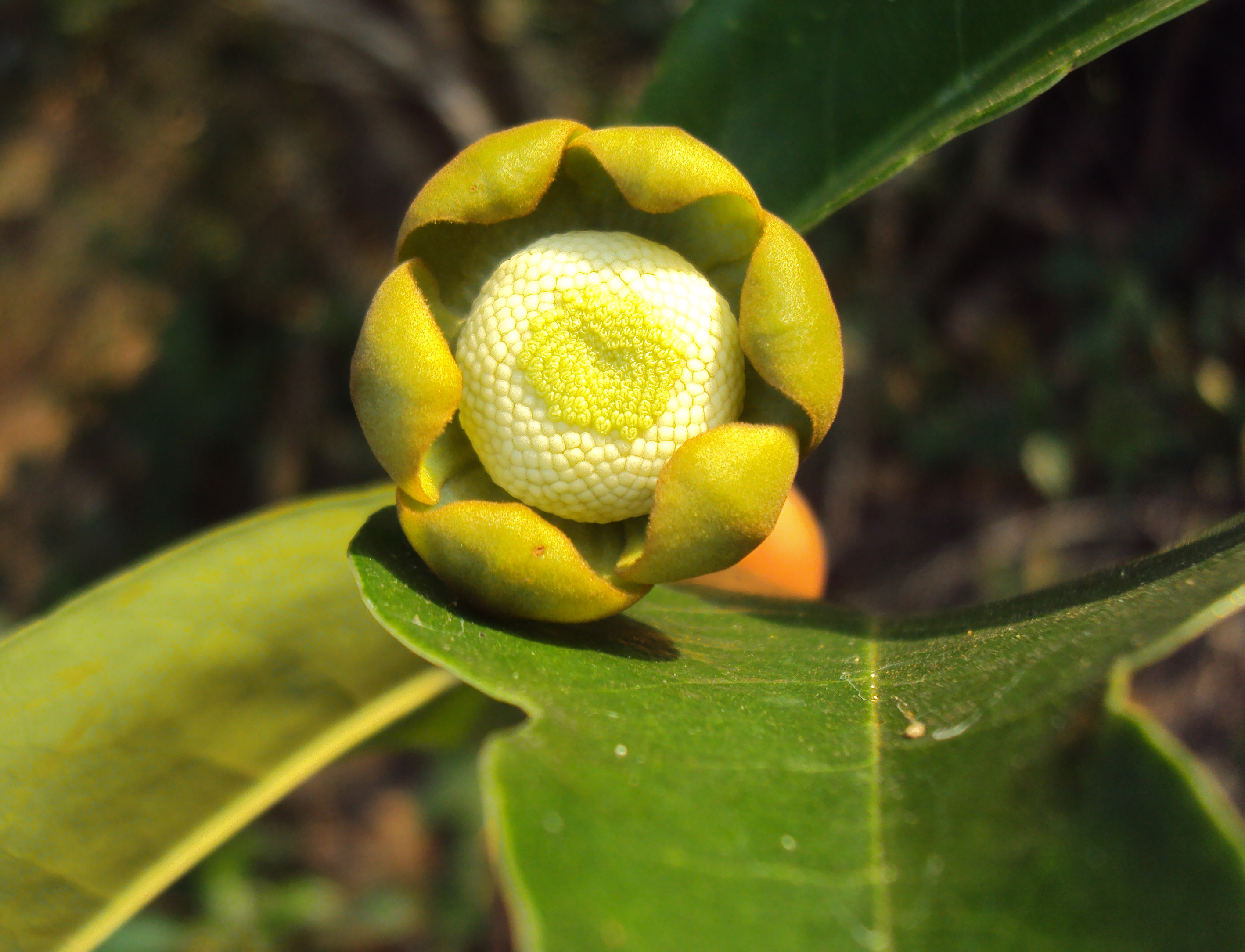